# Rio Star
Rio Star est la plus haute grande roue d'Amérique latine. Située à Rio de Janeiro, au Brésil, elle mesure 88 mètres de haut, compte 54 cabines et peut transporter jusqu'à 432 personnes toutes les 20 minutes, soit la durée moyenne d'un tour complet. Elle se trouve sur Orla Conde, également appelé Boulevard Olympique, dans la zone portuaire de Rio de Janeiro, à côté du récent aquarium AquaRio.

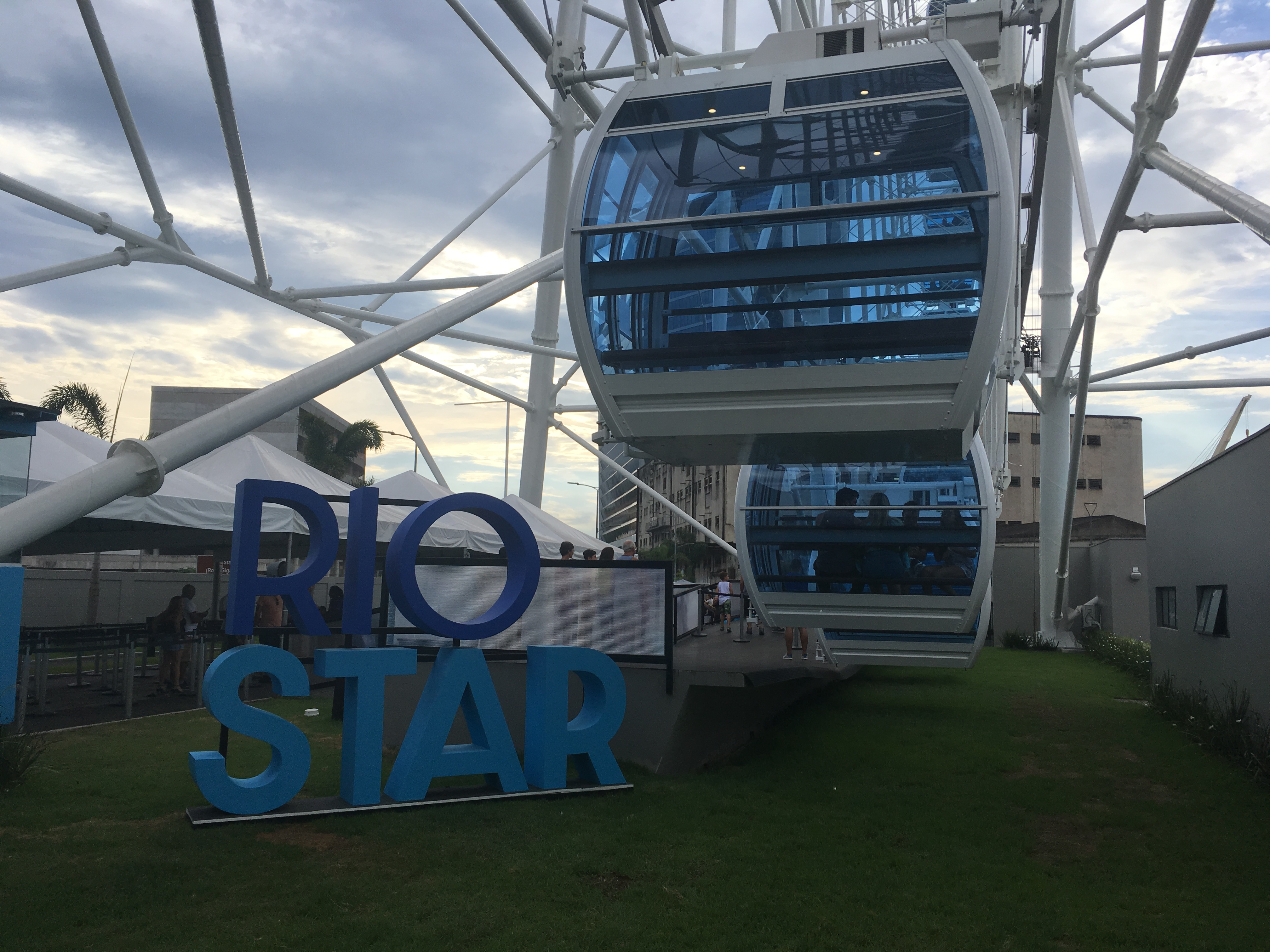
Logo de Rio Star et détails de la cabine, dans la zone d'accès (embarquement et débarquement).

L'ouverture a eu lieu le 6 décembre 2019 pour le grand public,,.

## Description
Chacune des 54 cabines sera climatisée et offrira une vue à 360 degrés, pouvant accueillir jusqu'à huit passagers - supportant jusqu'à 600 kilos - elles disposent de trois ouvertures extérieures et les portes sont suffisamment larges pour qu'un fauteuil roulant puisse passer. De plus, elles disposent d'un système radio pour la communication en cas d'urgence .